# Limbodessus wogarthaensis
Limbodessus wogarthaensis är en skalbaggsart som först beskrevs av Watts och William F. Humphreys 2004.  Limbodessus wogarthaensis ingår i släktet Limbodessus och familjen dykare. Inga underarter finns listade i Catalogue of Life.